# Avanti! (album)
Pour les articles homonymes, voir Avanti!.
Albums de Giovanni Mirabassi
Architectures
(1998) Dal Vivo
(2001)
Avanti! est un album de Giovanni Mirabassi enregistré en 2000 sur le label Sketch Records. Premier album enregistré en solo par le pianiste, il est constitué de 15 morceaux reprenant des chants révolutionnaires ou de résistance. Pour ce disque, Mirabassi obtient en 2002 un Djangodor dans la catégorie nouveau talent et est récompensé aux Victoires du jazz.

## Titres
Le premier morceau intitulé El Pueblo Unido Jamas Sera Vencido est une chanson écrite par le compositeur chilien Sergio Ortega en 1973 peu avant le coup d'état d'Augusto Pinochet. Elle s'inspire d'un air populaire chilien et est reprise par le groupe Quilapayún pour combattre la dictature de Pinochet. Le morceau suivant est Le Chant des partisans dont le romancier Joseph Kessel découvre l'air en 1942 lors d'un séjour à Londres. La musique est à l'origine composée par la chanteuse Anna Marly à la mémoire des résistants russes de Smolensk. Kessel et son neveu Maurice Druon en écrivent les paroles.
| N°  | Titre                              | Auteur                        | Compositeur        | Durée |
| --- | ---------------------------------- | ----------------------------- | ------------------ | ----- |
| 1.  | El pueblo unido jamás será vencido | Quilapayún                    | Sergio Ortega      | 5:17  |
| 2.  | Le Chant des partisans             | Joseph Kessel & Maurice Druon | Anna Marly         | 3:40  |
| 3.  | Ah ! ça ira                        | Ladré                         | Bécourt            | 2:45  |
| 4.  | Le Temps des cerises               | Jean-Baptiste Clément         | Antoine Renard     | 3:01  |
| 5.  | Hasta siempre                      | Carlos Puebla                 | Carlos Puebla      | 2:16  |
| 6.  | Je chante pour passer le temps     | Louis Aragon                  | Léo Ferré          | 6:22  |
| 7.  | Sciur Padrun                       |                               | Traditionnel       | 2:29  |
| 8.  | El paso del ebro                   |                               | Traditionnel       | 5:35  |
| 9.  | A Si M'Bonanga                     | Johnny Clegg                  | Johnny Clegg       | 2:56  |
| 10. | La Butte rouge                     | Montéhus                      | Georges Krier      | 1:44  |
| 11. | Addio Lugano Bella                 | Pietro Gori                   |                    | 4:56  |
| 12. | Johnny I hardly knew ye            |                               | Traditionnel       | 4:31  |
| 13. | Bella ciao                         |                               | Traditionnel       | 2:49  |
| 14. | Imagine                            | John Lennon                   | John Lennon        | 7:10  |
| 15. | My Revolution                      |                               | Giovanni Mirabassi | 2:50  |
| 16. | Plaine, oh ma plaine               | Victor Goussev                | Lev Knipper        | 3:18  |

## Enregistrement
Les titres sont enregistrés le 14 et 15 mai 2000 puis le 3 novembre suivant au Studio La Buissonne situé à Pernes-les-Fontaines.
| Musicien           | Instrument |  | Équipe technique                  |                        |
| ------------------ | ---------- |  | --------------------------------- | ---------------------- |
| Giovanni Mirabassi | piano      |  | Philippe Ghielmetti               | producteur             |
|                    |            |  | Gérard de Haro, Sylvain Thévenard | enregistrement, mixage |